# هوبير كيلر
هوبير كيلر (بالفرنسية: Hubert Keller)‏ هو طاهي فرنسي، ولد في 1954 في ألزاس في فرنسا.

## وصلات خارجية
- الموقع الرسمي